# Полевой переулок (Киев)
Полево́й переу́лок — переулок в Соломенском районе города Киев, местность Шулявка. Пролегает от улицы Академика Янгеля до Смоленской улицы.

## История
Полевой переулок возник в 50-е года XX век под названием Новый. Современное название — с 1957 года.
В Киеве название Полевой в разные времена имели переулки Артезианский, Политехнический и Политехническая улица.

## Важные учреждения
- Общеобразовательная специализированная школа № 71 с углубленным изучением английского языка (дом № 10). Постреона по проекту арх. Иосифа Каракиса и арх. Георгия Волошинова под руководством арх. Павла Алёшина.[1]